# 瑟默达县
瑟默达县（德語：Landkreis Sömmerda）是德国图林根州北部的一个县，县治瑟默达。